# 대니얼 로버츠 (육상 선수)
대니얼 엘리스 로버츠(영어: Daniel Ellis Roberts, 1997년 11월 13일~)는 미국의 육상 선수로 주 종목은 허들이다. 2024년 하계 올림픽 남자 110m 허들 종목에서 은메달을 획득했고 2023년 세계 선수권 대회 110m 허들에서 동메달을 획득했다.

## 경력
조지아주 애틀랜타에서 태어났으며 햄프턴 고등학교와 켄터키 대학교를 졸업했다. 그는 고교 시절까지 미식 축구를 했으나 무릎 부상으로 인해 육상으로 진로를 바꿨다.
2019년 미국 국가대표로 발탁되었고 도하에서 열린 2019년 세계 육상 선수권 대회에 참가했다.

## 개인사
2022년 11월 연인인 개브리엘과 결혼했다.